# Кызылбаевский сельсовет
Кызылба́евский сельсовет — упразднённое муниципальное образование со статусом сельского поселения в составе Шатровского района Курганской области.
Административный центр — село Кызылбай.
Законом Курганской области от 12 мая 2021 года № 50 к 24 мая 2021 года упразднён в связи с преобразованием муниципального района в муниципальный округ.

## История
В соответствии с Законом Курганской области от 6 июля 2004 года № 419 сельсовет наделён статусом сельского поселения.

## Население
| 1989 | 2002  | 2004  | 2010 | 2012 | 2013 | 2014 |
| ---- | ----- | ----- | ---- | ---- | ---- | ---- |
| 1003 | ↘1002 | ↗1043 | ↘928 | ↘927 | ↘913 | ↘911 |
| 2015 | 2016  | 2017  | 2018 | 2019 | 2020 |      |
| ↘883 | ↘855  | ↘831  | ↘826 | ↘811 | ↘808 |      |

## Состав сельского поселения
| № | Населённый пункт | Тип населённого пункта       | Население |
| - | ---------------- | ---------------------------- | --------- |
| 1 | Кызылбай         | село, административный центр | ↘808      |